# Troféu Nordeste
O Troféu Nordeste de Futebol, mais comumente conhecido por Troféu Nordeste, foi uma competição de futebol realizada em 1923, foi organizado na cidade de Maceió, no estado de Alagoas. Organizado como parte da comemoração do Dia do Trabalhador, este é o primeiro torneio interestadual da região Nordeste que se tem conhecimento.
A edição contou com a participação oito clubes da região Nordeste: 2 representantes do Alagoas, dois da Bahia, dois da Paraíba e os representantes de Pernambuco. O campeão da edição foi o América-PE, que conquistou o título da competição após bater o CSA no terceiro jogo de desempate, por 3–0. Os finalistas foram definidos após América-PE e CSA eliminarem Botafogo-BA e Sport, respectivamente.

## Regulamento
O Troféu do Nordeste, contou com 8 equipes distribuídas em dois grupos com todos os clubes disputando entre si no mesmo grupo, em jogos de ida e volta. As duas melhores equipes de cada grupo, avançava para a próxima fase. As Semifinais foram disputadas em jogos únicos, já a final foi decidida em jogos de ida e volta e com um terceiro jogo sendo realizado para desempate.

### Critérios de desempate
Em caso de empate por pontos entre dois clubes, os critérios de desempate foram aplicados na seguinte ordem:
1. Número de vitórias;
2. Saldo de gols;
3. Gols pró (marcados);
4. Confronto direto;

Os critérios de pontuação atribuídos, foram decididos da seguinte forma: 2 pontos por vitória, 1 ponto por empate e 0 pontos por derrota.

## Equipes participantes
| UF         | Equipe      | Cidade      | Estádio                | Capacidade |
| ---------- | ----------- | ----------- | ---------------------- | ---------- |
| Alagoas    | CSA         | Maceió      | Estádio do Mutange     | 6 000      |
| Alagoas    | CRB         | Maceió      | Estádio da Pajuçara    | 9 500      |
| Bahia      | Botafogo-BA | Salvador    | Ground do Rio Vermelho | —          |
| Bahia      | Vitória     | Salvador    | Campo da Graça         | 5 000      |
| Paraíba    | América-PB  | João Pessoa | —                      | —          |
| Paraíba    | Cabo Branco | João Pessoa | —                      | —          |
| Pernambuco | América-PE  | Recife      | Campo da Jaqueira      | 2 000      |
| Pernambuco | Sport       | Recife      | Avenida Malaquias      | 8 000      |

## Segunda fase
Em itálico, as equipes que possuem o mando de campo no primeiro jogo do confronto e em negrito as equipes classificadas.
|  | Semifinais  | Semifinais |   |                  | Final | Final | Final | Final |
|  |             |            |   |                  |       |       |       |       |
|  | Sport       | 2          |   |                  |       |       |       |       |
|  | América-PE  | 6          |   |                  |       |       |       |       |
|  | América-PE  | 6          |   | América-PE (pen) | 1     | 0     | 1 (3) |       |
|  |             |            |   | América-PE (pen) | 1     | 0     | 1 (3) |       |
|  |             | CSA        | 0 | 1                | 1 (0) |       |       |       |
|  | Botafogo-BA | CSA        | 0 | 1                | 1 (0) | 1     |       |       |
|  | Botafogo-BA |            |   |                  |       | 1     |       |       |
|  | CSA         | 2          |   |                  |       |       |       |       |

### Final
Primeiro jogo
|  | América-PE | 1 – 0 | CSA | Campo da Jaqueira, Recife |
|  |            |       |     |                           |

Segundo jogo
|  | CSA | 1 – 0 | América-PE | Estádio do Mutange, Maceió |
|  |     |       |            |                            |

|  |       | Penalidades |
|  | 3 – 0 |             |

## Premiação
| Troféu Nordeste de 1923        |
| Pernambuco                     |
| ------------------------------ |
| AMÉRICA-PE Campeão (1º título) |